# Gregorio Rojo Sagredo
Gregorio Rojo Sagredo (Villalómez, Burgos, 3 de maig de 1920 - Barcelona, 8 de maig de 2006) va ser un dels primers grans referents de l'atletisme a Espanya. Reconegut com un dels millors atletes de la seva època i un dels millors entrenadors espanyols durant dècades.
Com a atleta va vestir les samarretes de dos clubs: el RCD Espanyol i el FC Barcelona. Fou campió de Catalunya en diverses especialitats: cros (1942, 1944, 1949), els 1.500 m (1942, 1943, 1945, 1946, 1947) i els 5.000 m (1943-46, 1948, 1949).
Des de l'any 1968 va fer funcions d'entrenador nacional d'atletisme i va entrenar i dirigir atletes. De la llarga llista dels que va entrenar cal destacar Francisco Aritmendi, José Manuel Abascal, Domingo Catalán, Teófilo Benito, Jaime López Egea, Angel Fariña i Reyes Estévez, a més de dirigir els inicis de Martín Fiz i Mariano Haro un any.
Entre les seves distincions, hom podria assenyalar:
- Responsable Nacional de l'equip de cros entre els anys (1959-1974)
- Director Tècnic de la secció d'atletisme del FC Barcelona
- Entrenador del C.A.R. de San Cugat
- Millor entrenador espanyol per a la RFEA el 1995 i 1998, va terminar la seva carrera com a entrenador l'any 2001 amb 81 anys.

## Palmarès
Campionat de Catalunya
- 1.500 metres llisos: 1942, 1943, 1945, 1946, 1947
- 5.000 metres llisos: 1943, 1944, 1945, 1946, 1948, 1949
- Cros: 1942, 1944, 1949